# Dendrophilus opacus
Dendrophilus opacus är en skalbaggsart som beskrevs av Ross 1940. Dendrophilus opacus ingår i släktet Dendrophilus och familjen stumpbaggar. Inga underarter finns listade i Catalogue of Life.